# Helen Suzman
Helen Suzman z d. Gavronsky (ur. 7 listopada 1917 w Germiston, zm. 1 stycznia 2009 w Johannesburgu) – południowoafrykańska polityk, działaczka polityczna i społeczna, przeciwniczka apartheidu.

## Życiorys
Suzman była córką litewsko-żydowskich emigrantów – Samuela i Friedy Gavronskich. Studiowała ekonomię na Uniwersytecie Witwatersrand. Poślubiła Mojżesza Suzmana, znacznie od niej starszego. Byli małżeństwem 20 lat i mieli dwie córki. W 1953 została deputowaną do Parlamentu Republiki Południowej Afryki jako członek Zjednoczonej Partii (Verenigde Party). Pracowała w parlamencie przez 35 lat.
Helen Suzman była często prześladowana przez policję. Miała specjalne techniki do posługiwania się telefonem, w którym policja umieściła urządzenie podsłuchowe w celu monitorowania jej rozmów.
Została uhonorowana 27 razy tytułem doktora honoris causa przez uniwersytety z całego świata. Była dwukrotnie nominowana do Pokojowej Nagrody Nobla i otrzymała wiele innych nagród od różnych kościołów oraz organizacji praw człowieka na całym świecie. 
Zmarła w Nowy Rok, 1 stycznia 2009.

## Literatura dodatkowa
- Robin Renwick: Helen Suzman: Bright Star in a Dark Chamber. London: Biteback, 2014. ISBN 978-1-84954-667-6. Brak numerów stron w książce